# 古田耕子
古田 耕子（旧芸名：ふるた こうこ、1973年6月15日 - ）は、北海道出身の女優、声優。身長161cm。血液型はB型。広栄所属。以前は劇団青年座、劇団仲間に所属していた。演劇ユニット「LOVESESS!ON」主宰。演劇研究所「かんじゅく座」講師。

## 出演

### 映画
- 水の記憶（2003年）
- APPLESEED（2004年）
- 蟬しぐれ（2005年）
- 明日への遺言（2008年）
- つぶより花舞台（2009年）
- えちてつ物語〜わたし、故郷に帰ってきました。（2018年）

### テレビドラマ
- ムコ殿2003（2003年）
- サギ師リリ子（2009年） - ナギサ 役
- ママはニューハーフ（2009年）
- 相棒 Season 8 第18話「右京、風邪をひく」（2010年） - 東海林緑 役
- 鉄道捜査官 第11作「死体は遠い改札口を目指す!? 線路途中に“終着駅”」（2010年） - 中井文江 役
- 警視庁継続捜査班 第1話「未解決事件〜連続殺人犯の告白」（2010年）
- 火災調査官・紅蓮次郎 第11作「二度焼かれた死体と燃えないガソリンの謎 消防vs鑑識が全面対決プロフェッショナルな真犯人か!?」（2010年） - 美濃部令子 役
- 家族が家族であるために（2012年）
- 捜査指揮官 水城さや 第1作「疑惑の死を遂げた潜入捜査員と消えた20億… 裏切りか罠か!? 悪徳商法の闇に女性管理官が挑む」（2013年）
- 浅草下町通交番 子連れ巡査の捜査日誌 第1作「浅草〜京都連続殺人 消えた母娘と5000万の謎…育メンお巡りが解く5年前の衝撃真実門馬隆司」（2013年）
- 女流ミステリー作家 薬師寺叡子 京都殺人ダイアリー（2015年）
- 男の操（2017年）

### 舞台
- さようならバッキンガム（1996年）※デビュー作[1]
- マイスタイルマイホーム（2002年）
- OTHER PEOPLE（2003年）
- 死者を埋葬れ（2004年）
- THE VAGINA MONOLOGUES（2004年・2005年）
- 旧歌（2008年）
- 青に帰る日（2008年）
- AtoP（2009年）
- ペラペラゲーム（2009年）
- ギラギラの月（2010年）
- 発進! オーライ（2011年）

### CM
- Am/pm（2003年）※WEB
- アリコジャパン（2004年）
- 花王「8×4」（2005年）
- 東京ガス『子育てのプレイボール』編（2022年）

### 吹き替え
- ER緊急救命室シーズン14 #14（オーロラ・クイル〈デボラ・アン・ウォール〉）